# Генеральное консульство Германии в Санкт-Петербурге
Генеральное консульство Германии в Санкт-Петербурге — консульское учреждение Германии в Санкт-Петербурге.
В консульский округ консульства входят Карелия, Республика Коми, Архангельская область, Вологодская область, Ленинградская область, Санкт-Петербург, Мурманская область, Новгородская область, Псковская область, а также Ненецкий автономный округ.
Генеральный консул — Стефано Вайнбергер.

## История
До I мировой войны в Санкт-Петербурге находилось посольство Германской империи, располагавшееся на Исаакиевской площади. В 1911 году было получено разрешение на расширение здания посольства, которое было завершено в 1913 году. В 1923 году началась деятельность консульства Германской республики .
В 1955 году ФРГ и СССР установили дипломатические отношения. В 1971 году было получено разрешение об открытии консульства в Ленинграде. Годом позже консульство было открыто по адресу: улица Петра Лаврова (ныне Фурштатская), дом 39, где оно находится до сих пор. В октябре 1990 года после вхождения ГДР в состав ФРГ прекратило свою работу консульство ГДР.

## Культурно-образовательные учреждения
Под покровительством Генерального консульства Германии в Санкт-Петербурге работает закрытая Немецкая школа Санкт-Петербурга.